# الیگارشی
گروهک سالاری یا اُلیگارشی (به فرانسوی: oligarchie) (یا «حکومت گروه اندک»)، اصطلاحی است که اشاره‌های تحقیرآمیزی دارد؛ معنی آن این است که نه‌تنها حکومت در دست یک گروه کوچک است، بلکه این گروهِ حکمران، فاسد است و در برابر توده مردم مسئول نیست؛ یا از جهات دیگر مورد بیزاری همگان است. اُلیگارشی ممکن است به حاکمیت عده‌ای اندک نه‌تنها در زمینهٔ حکومت کشور، بلکه به حکومت عده‌ای در هر مجمع، خواه دینی، اتحادیه صنفی، یا هر مجمع دیگر اشاره داشته باشد. در مفهوم سیاسی، این اصطلاح از زمان افلاطون با پادشاهی و مردمسالاری تفاوت نمایان داشته‌است. اما اُلیگارشی در نظر افلاطون شکل منحطّ حکومت، یعنی حالت فاسدشده اشراف‌سالاری (حکومت نخبگان) است، همان‌گونه که جبّاریّت (طاغوت) صورت فاسدشده پادشاهی و آنارشی (حکومت توده بَلواگر) صورت فاسدشده دموکراسی است.

## انتقادها از مفهوم اُلیگارشی
در عصر ما مفهوم اُلیگارشی به مناسبت آن که هرگونه حکومتی لزوماً اُلیگارشی‌وار است نیز مورد انتقاد واقع شده‌است. به قول ر.م. مک آیور: «در مفهوم دقیق ما نمی‌توانیم با پرسیدن این که آیا بر دولت‌ها یک تن حکم می‌راند یا چند تن یا عده‌ای بسیار، دولت‌ها را طبقه‌بندی کنیم. عده بسیار یا مردم، هرگز حکومت نمی‌کنند – کار واقعی حکومت کردن همیشه در دست عده‌ای اندک است. مسئله اساسی مربوط می‌شود به رابطه یک تن با چند تن، اما مهم‌تر از همه مربوط می‌شود به رابطه چند تنی که حکومت می‌کنند با عده بسیاری که بر آنان حکومت می‌شود. بدین لحاظ آیا چند تن مسئول عده بسیاری نیستند؟ اولیگارشی هم همین‌طور است.
اُلیگارشی یا حکومت اقلیت در مقابل آریستوکراسی یا حکومت دانایان قرار می‌گیرد. اُلیگارشی که گزنفون آن را پلوتوکراسی هم نامیده‌است در افکار افلاطون حکومتی است که در آن زمام قدرت در دست افراد معدودی است که چپاول مال را ارث پدری خود می‌دانند. به عبارت دیگر، حکومت سیاسی و اقتصادی گروه‌های معدودی از ثروتمندان، استعمارگران و صاحبان نفوذ را بر اکثریت جامعه، اُلیگارشی گویند. در این حکومت شرط رسیدن به مقام بالا داشتن ثروت بیشتر است و نه توانمندی. این نوع حکومت در نظر افلاطون پس از حکومت تیموکراسی ایجاد می‌شود.
در حکومت اُلیگارشی گروهی اندک به سود خویش، فرمانروایی اکثریت مردم را بر عهده دارند. رژیم حکومتی به وسیلهٔ چند نفر معدود اداره می‌گردد و دولت به صورت متمرکز در تعدادی از خانواده‌ها و قبایل اصلی حفظ می‌گردد. افلاطون معتقد است در این نوع حکومت اتحاد اجتماعی از دست خواهد رفت زیرا اجتماع به دو دسته ثروتمند و تهیدست تبدیل می‌شود و در هر جامعه‌ای که صنف گدایان وجود داشته باشد به‌طور حتم سارق و جیب بر ایجاد می‌شود.
اُلیگارشی ترکیبی از کلمات یونانی Oligos به معنای «تعداد اندک» و Archos به‌معنای «اقتدار، فرماندهی» است. اصولاً الیگارشی امری عرفی بوده و ماقبل دوران مدرن است و با قانون، زندگی نوین و دموکراسی همخوانی ندارد. در تعریف آن آمده‌است: «رژیم حکومتی که به وسیله چند نفر معدود اداره می‌شود و تمامی قدرت حکومت متمرکز در تعداد قلیلی از افراد باشد.» و یا: فرمانروایی گروهی اندک شمار بر دولت بدون نظارت اکثریت. معمولاً این عنوان را برای اقلیت حاکمی به کار می‌برند که قدرت دولت را در راه سود خود به کار می‌برد و اکثریت ناراضی را سرکوب می‌کند.

## دیدگاه صاحب‌نظران

### ماکیاولی
نیکولو ماکیاولی، فیلسوف سیاسی ایتالیایی، در کتاب گفتارهایی در باب ده کتاب نخست تیتوس لیویوس الیگارشی را یکی از سه شکل بد حکومت می‌داند:
«بعضی از کسانی که درباره‌ی سیاست مطالبی نوشته‌اند به وجود سه نوع حکومت قائلند: حکومت یک تن (مونارشی)، حکومت اشراف (آریستوکراسی) و حکومت مردم (دموکراسی)، و معتقدند کسی که می‌خواهد شهری را بنیاد نهد باید یکی از آن اشکال را، که مناسب‌تر از همه می‌داند، انتخاب کند. عده‌ای دیگر از نویسندگان، که خردمندتر از گروه نخستند، برآنند که شش نوع حکومت وجود دارد که سه تا از آن‌ها بسیار بدند و سه تای دیگر ذاتاً نیکند اما چنان در معرض انحطاطند که ممکن است مطلقاً مایه‌ی بدبختی شوند. انواع خوب حکومت همان سه نوعی است که برشمردم، و انواع بد حکومت‌هایی هستند که در نتیجه‌ی انحطاط انواع خوب پدید می‌آیند و هر یک از آن‌ها به نوع اصلی خود به‌قدری شبیه است که انتقال از یکی به دیگری به‌آسانی صورت می‌پذیرد: مونارشی به‌سهولت به حکومت تیرانی مبدل می‌گردد و آریستوکراسی به الیگارشی و دموکراسی به آنارشی. پس اگر بنیادگذار شهر یکی از آن سه نوع خوب را انتخاب کند، آن نوع تنها زمانی کوتاه برقرار می‌ماند و هیچ وسیله‌ای برای ممانعت از تبدیل آن به ضد خود وجود ندارد، زیرا که در این مورد نوع خوب و بد بسیار شبیه همند.»— نیکولو ماکیاولی، گفتارهایی در باب ده کتاب نخست تیتوس لیویوس، ترجمه‌ی محمد حسن لطفی، انتشارات خوارزمی. کتاب نخست، فصل دوم
او می‌گوید که با توجه بدین معایب، قانونگذاران خردمند هیچ‌یک از اشکال خوب را به‌تنهایی نپذیرفته‌اند و شکلی مختلط از هر سه نوع را برگزیده و فقط این شکل مختلط را استوار و دوام‌پذیر دانسته‌اند، زیرا که در چنین حکومتی شهریار و اشراف و توده‌ی مردم ناظر رفتار یکدیگرند و اختیارات همدیگر را محدود می‌کنند. او بهترین نمونه‌ی نظام سیاسی را نظامی می‌داند که لیکورگوس در اسپارت برقرار ساخت؛ حکومت جمهوری روم نیز به‌سبب اینکه دارای دو کنسول (نماد مونارشی)، یک مجلس سنا (نماد آریستوکراسی) و تریبون‌های مردمی (نماد دموکراسی) بود، مخلوطی از سه شکل خوب حکومت بود و، در نتیجه، نظام سیاسی کاملی داشت.

### افلاطون
ارسطو و افلاطون از نظریه پردازان این مکتب هستند. از زمان افلاطون اُلیگارشی در برابر یکه سالاری (اتوکراسی) و مردم سالاری (دموکراسی) قرار گرفته‌است. افلاطون از چهار نوع حکومت یاد می‌کند و می‌گوید گرچه آن‌ها واقعیت دارند اما فاقد حقیقت هستند و هر یک در مراتب انحطاط و دوری از سیاست و حکومت حقیقی شکل می‌گیرند: الف) تیموکراسی ب) اُلیگارشی ج) دموکراسی د) استبداد. وی معتقد است در تیموکراسی به جای عقل و حکمت «وهم و جاه طلبی» حکم می‌راند و … اولین مرتبه عدول از آریستوکراسی است. در این حکومت زمینه مال دوستی پدید می‌آید و با تسلط حرص و ولع نوع دیگر سیاست، یعنی اُلیگارشی شکل می‌گیرد که در آن اقتدار بر پایه صلاحیت مادی، سازمان می‌یابد و عقل که مدار آریستوکراسی است و جاه طلبی که مبنای تیموکراسی است هر دو تحت تسلط آزمندی قرار می‌گیرد. اختلاف فقیران و ثروتمندان زیاد شده و زمینه شورش و جنگ داخلی ایجاد می‌شود و با غلبهٔ مخالفان اُلیگارشی، دموکراسی پدید می‌آید.

### ارسطو
ارسطو نیز آریستوکراسی را شکل طبیعی حکومت و اُلیگارشی را نوع فاسد آن توصیف می‌کند. ارسطو الیگارشی را بر مدار منافع توانگران و دموکراسی را بر مدار منافع تهیدستان می‌داند. در الیگارشی جهت‌گیری توجه به مال و ثروت است. پس هرگاه فرمانروایان از برکت ثروت خویش به قدرت رسیده باشند خواه شمارشان کم باشد و خواه بسیار، باید حکومت ایشان را الیگارشی نامید. الیگارها عدالت را در «برابری» و برابری را با میزان «دارایی» می‌سنجند. در نظر آن‌ها برتری در ثروت مایه برتری در هزینه هاست و در دموکراسی برابری در آزادی مایه برابری در همه امور می‌باشد. ارسطو دموکراسی، اشراف‌سالاری و استبداد را منحرف و به دور از درستی و حقیقت می‌داند. ملاک درستی و نزدیکی جامعه سیاسی به حقیقت وحدت و کثرت و زیادی حاکمان نیست، بلکه از نظر ارسطو، توجه به حکومت به صلاح مردم است، زیرا به بیان او هدف جامعه سیاسی زیستن نیست، بلکه بهزیستی است. بهزیستی از توجه به فضیلت و سعادت حاصل می‌شود. اندیشمندان جدید به ویژه در قرن بیستم توجه خاص به گروه‌سالاری دارند و برخی همه حکومت‌ها را ناگزیر گروه‌سالارانه می‌دانند. اینان برآن اند که حکومت را به فردی و جمعی نمی‌توان تقسیم کرد، زیرا جمع یا مردم هرگز حکومت نمی‌کنند و عمل واقعی حکومت همیشه با گروه اندک است و مسئله تنها نوع رابطه این گروه اندک با جامعه و حدود مسئول بودن آن است. الیگارشی ممکن است حکومت یک طبقه، دسته یا حزب باشد و بنیاد اینهاست که شکل‌های گوناگون حکومت را پدیدمی‌آورد.

## الیگارشی مالی (حکومت خویشاوندی)
به معنای سیادت و حاکمیت اقتصادی گروه معدودی از سرمایه‌داران بزرگ مالی است؛ که عملاً مالک انحصارات صنعتی و بانکی هستند و کنترل رشته‌های اصلی اقتصاد را در دست خود متمرکز کرده‌اند. الیگارشی مالی در دامنه‌ای وسیع‌تر را امپریالیسم گویند.